# A.S.S.
A.S.S. var en fransk automobil producerad 1919-1920 av Bernard Verdy. Den marknadsfördes som "L'automobile pour tous" och motorn var på 1240 kubik.